# Mochudi Centre Chiefs
El Mochudi Centre Chiefs es un equipo de fútbol de Botsuana que milita y disputa partidos oficiales en la Liga botswanesa de fútbol, la liga de fútbol más importante del país. 
Fue fundado en 1972 y disputa sus partidos a nivel nacional e internacional en el estadio Molepolole, localizado en Molepolole, Botsuana.
El club también ha participado en otros torneos nacionales organizados por la Asociación de Fútbol de Botsuana, como la  Copa Desafío de Botsuana, la cual conquistó en dos ocasiones en toda la historia del club, en 1991 y 2008.

## Historia
Fue fundado en el año 1972, en la ciudad de Mochudi y cuenta en su historia con 3 títulos de Liga y 7 torneos de copa local en 10 finales jugadas.
A nivel internacional ha participado en 5 torneos continentales, donde su mejor participación ha sido en la Copa CAF del año 1997 al alcanzar la segunda ronda.

## Palmarés

### Torneos nacionales
- Liga Premier de Botsuana (5):[10] 2008, 2012, 2013, 2015, 2016

- Copa Desafío de Botsuana (2): 1991 y 2008.
- Subcampeón de la Copa Desafió de Botsuana (2): 1983 y 2010.

- Copa Charity de Botsuana (3): 1997, 2005 y 2008.[12]
- Subcampeón de la Copa Charity de Botsuana (1): 2007.

- Supercopa de Botsuana (1): 2013.

## Participación en competiciones de la Confederación Africana de Fútbol
| Temporada | Torneo                      | Ronda      | Club                  | Casa  | Visita | Global |
| --------- | --------------------------- | ---------- | --------------------- | ----- | ------ | ------ |
| 1992      | Recopa Africana             | 1          | Power Dynamos FC      | 0-2   | 0-4    | 0-6    |
| 1997      | Copa CAF                    | 1          | Umtata Bucks          | w.o.1 | w.o.1  | w.o.1  |
| 1997      | Copa CAF                    | 2          | DSA                   | 1-2   | 1-2    | 2-4    |
| 2000      | Copa CAF                    | 1          | Mtibwa Sugar FC       | 0-3   | 1-2    | 1-5    |
| 2013      | Liga de Campeones de la CAF | Preliminar | Maxaquene             | 1-0   | 1-0    | 2-0    |
| 2013      | Liga de Campeones de la CAF | 1          | TP Mazembe            | 0-1   | 0-6    | 0-7    |
| 2014      | Liga de Campeones de la CAF | Preliminar | Dynamos FC            | 1-1   | 0-3    | 1-4    |
| 2016      | Liga de Campeones de la CAF | Preliminar | Ferroviário de Maputo | w.o.2 | w.o.2  | w.o.2  |

1- Umtata Bucks abandonó el torneo.

2- Centre Chiefs abandonó el torneo.

## Entrenadores destacados
- Beston Chambeshi
- Rahman Gumbo (2010)

## Jugadores

### Jugadores destacados
| - Seabo Gabanakgosi - Noah Kareng - William Kehitilwe - Sekhana Koko - Barolong Lemmenyane - Mpho Mabogo - Kgosietsile Mampori - Noah Maposa - Oteng Moalosi - Lovemore Mokgweetsi - Dirang Moloi - Raphael Nthwane - Keitumetse Paul - Molathegi Podile - Jerome Ramatlhakwane | - Innocent Ranku - Gobonyeone Selefa - Thato Siska - James Tshekedi - Tshweu Makhoere - Linos Chalwe - James Kachinga - Musonda Mweuke - Itayi Gwandu - Otsile Moje |